# Ngôi nhà màu vàng
Ngôi nhà màu vàng (tiếng Hà Lan: Het gele huis), hay còn được gọi với cái tên khác là Con phố (tiếng Hà Lan: De straat), là một bức tranh sơn dầu được vẽ vào năm 1888, với tác giả là Vincent van Gogh, họa sĩ người Hà Lan theo trường phái Hậu ấn tượng thế kỉ 19.
Ngôi nhà là trái bên phải của địa chỉ số 2 Place Lamartine, Arles, Pháp. Vào ngày 1 tháng 5 năm 1888, Van Gogh đã thuê bốn phòng ở đây, bao gồm: hai căn phòng lớn ở tầng trệt làm xưởng vẽ và nhà bếp, hai căn phòng nhỏ hơn ở tầng một đối diện với Place Lamartine. Cửa sổ tầng một gần góc với hai cửa chớp mở là phòng khách của Van Gogh, Paul Gauguin đã sống ở đây trong 9 tuần từ cuối tháng 10 năm 1888. Cửa sổ bên cạnh với cửa chớp gần như đóng lại là phòng ngủ của Van Gogh. Hai căn phòng nhỏ ở phía sau cũng được ông thuê một thời gian sau.
Van Gogh nói rằng nhà hàng mà ông hay đến dùng bữa nằm trong tòa nhà màu hồng, gần mép trái của bức tranh (số 28 Place Lamartine), do Widow Venissac quản lý. Bà cũng là chủ trọ của Van Gogh và sở hữu một số tòa nhà được vẽ khác. Bên phải Ngôi nhà màu vàng là đại lộ Montmajour chạy dài xuống hai cây cầu đường sắt. Tuyến đầu tiên (với một đoàn tàu vừa chạy qua) là tuyến liên kết cục bộ đến Lunel, nằm đối diện bờ sông Rhône. Tuyến kia thuộc quyền sở hữu của Công ty Đường sắt Paris Lyon Méditerranée. Tiền cảnh bên trái là chỉ dẫn về góc dành cho người đi bộ, được bao quanh bởi một trong những khu vườn công cộng trên Place Lamartine. Con mương chạy lên Đại lộ Montmajour từ bên trái hướng tới những cây cầu nhằm phục vụ cho đường ống dẫn khí đốt, nhờ vậy cho phép việc lắp đặt đèn khí trong xưởng làm việc của van Gogh sau đó ít lâu.
Tòa nhà đã bị phá hủy nghiêm trọng trong một cuộc ném bom của quân Đồng minh vào ngày 25 tháng 6 năm 1944, và sau đó, nó đã bị dỡ bỏ.

## Quá trình hình thành

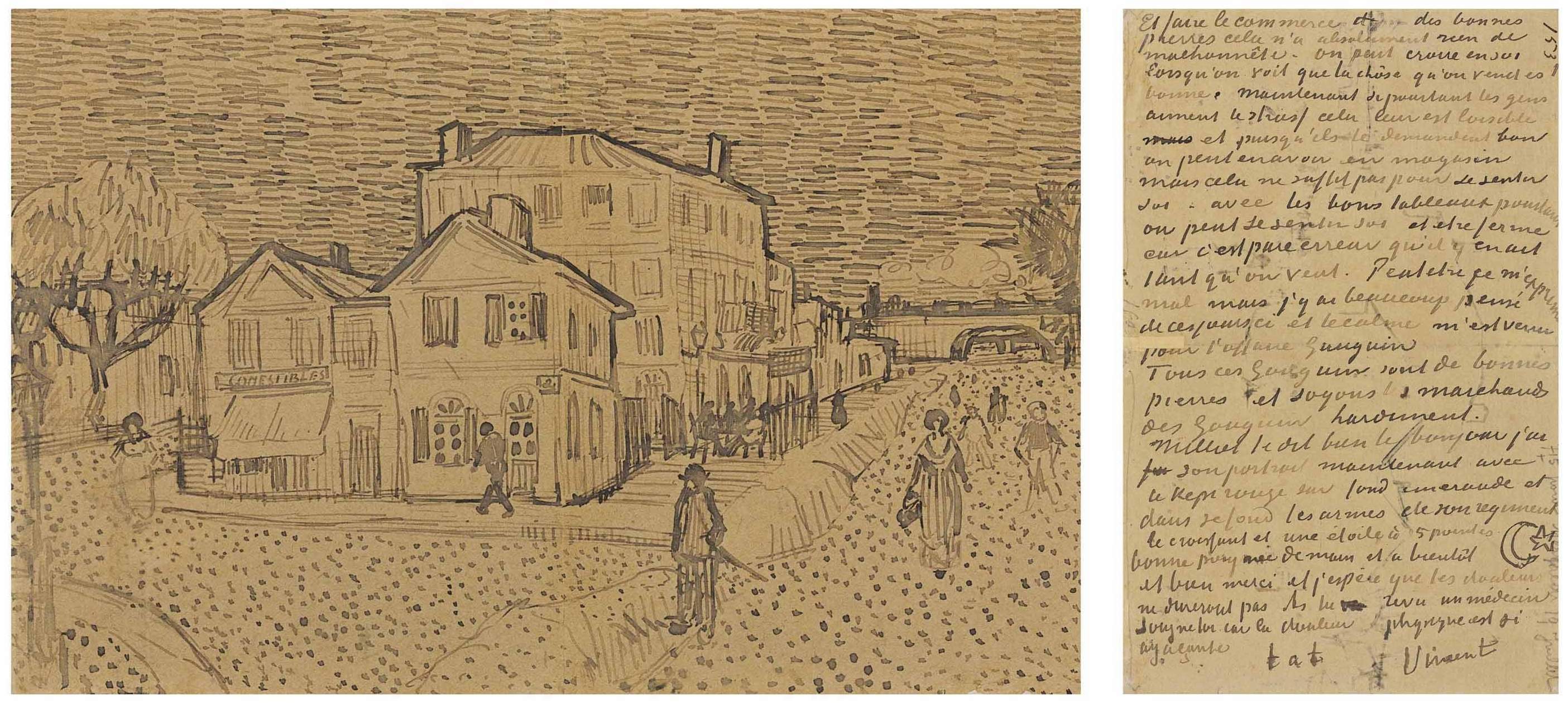
Vincent van Gogh - Chữ VGM 491 - Ngôi nhà màu vàng F1453 JH 1590

Bức tranh được vẽ vào tháng 9 năm 1888, lúc đó, Van Gogh đã gửi bản phác thảo bố cục cho Theo, em trai của mình.
''Cũng là một bản phác thảo của một bức tranh 30" vuông đại diện cho một ngôi nhà và khung cảnh đó đặt dưới ánh nắng mặt trời vàng nhạt và bầu trời trong xanh. Đây là một chủ đề khó, nhưng lại chính là lý do mà anh muốn chinh phục nó. Bởi vì trông nó thật sự đẹp tuyệt, những ngôi nhà màu vàng trong ánh mặt trời rực rỡ và  màu xanh tươi tắn mà không gì có thể sánh được. Toàn bộ mặt đất cũng được phủ màu vàng. Anh sẽ sớm gửi cho em một bản vẽ đẹp hơn bản phác thảo trong đầu anh.
Ngôi nhà bên trái màu vàng với cửa chớp màu xanh lá cây. Nó được một cái cây tỏa bóng mát. Đây là nhà hàng mà anh đến dùng bữa hàng ngày. Người bạn thương nhân của anh ở cuối con phố bên trái, ở giữa hai cây cầu đường sắt. Quán cà phê đêm mà anh vẽ không xuất hiện trong hình, nó nằm bên trái nhà hàng."

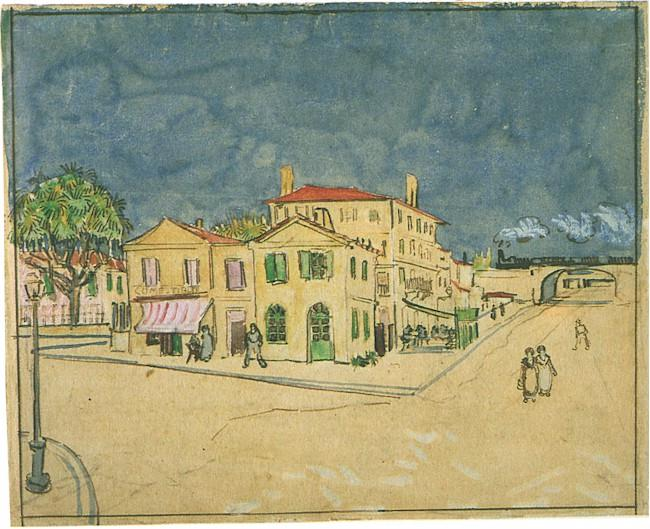
Tranh màu nước của Van Gogh, thực hiện sau bức tranh trên

Ban đầu, Van Gogh đặt tên cho bức tranh là Ngôi nhà và khung cảnh xung quanh (tiếng Pháp: La Maison et son entourage). Sau đó, ông đã chọn một cái tên có ý nghĩa hơn là Con phố (tiếng Pháp: La Rue), nhằm bày tỏ lòng kính trọng với bộ phác thảo mô tả đường phố ở Paris, của Jean-François Raffaëlli, gần đây được xuất bản trên tờ Le Figaro. 

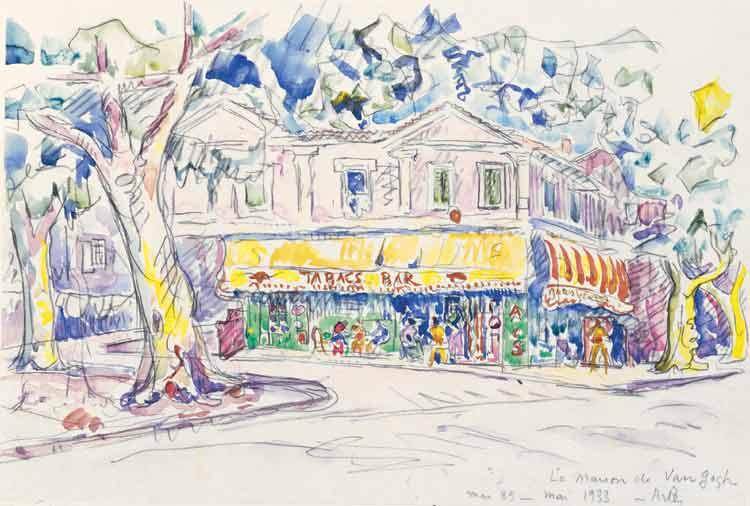
Paul Signac: Ngôi nhà của Van Gogh, năm 1932. Màu nước, bộ sưu tập riêng.

## Phả hệ
Bức tranh mãi mãi là tài sản của người họa sĩ. Kể từ năm 1962, nó thuộc quyền sở hữu của Quỹ Vincent Van Gogh, do Vincent Willem van Gogh, cháu trai của ông, thành lập và trao tặng cho Bảo tàng Van Gogh, Amsterdam vĩnh viễn.

### Kể từ những năm 1940
Ngôi nhà trong tác phẩm "Ngôi nhà màu vàng" không còn tồn tại nữa. Nó đã bị hư hại nghiêm trọng trong các cuộc ném bom trong Chiến tranh thế giới thứ hai, và sau đó đã bị dỡ bỏ hoàn toàn. Nơi không có ngôi nhà trông gần như giống nhau. Một tấm biển trên hiện trường kỷ niệm sự tồn tại của nó trước đây.